# Flow (película de 2014)
Flow es una película española independiente de 2014, de género dramático, dirigida por el debutante David Martínez y protagonizada por Juan del Santo como actor principal y Berta Solanas Martinez como actriz de apoyo. El resto del reparto no aparecen físicamente en escena pero si sus voces, destacando las de Concha Velasco, Emilio Gutiérrez Caba y Lluis Homar.
Fue rodada con sesenta mil euros de presupuesto en solo nueve días. Pese a lo limitado del mismo, le película circuló durante un año por cuarenta y cinco festivales de cine, acumulando un total de treinta y tres premios cinematográficos y otras nueve nominaciones.

## Argumento
Walter Mann es un actor que puede cumplir el sueño de su vida: protagonizar su propia obra teatral. Sin embargo, el gran momento que está por llegar se ve salpicado por una batalla interna que va a desestabilizarle emocionalmente. 
Los recuerdos más oscuros van a impedir que Walter se reconcilie consigo mismo. En esa lucha por perdonarse a sí mismo decide comenzar un viaje en busca de la espiritualidad del ser humano.

## Reparto
- Juan del Santo como Walter Mann.
- Berta Solanas Martinez como Berta.
- Francesc Garrido como Hermano de Walter.
- Emilio Gutiérrez Caba Padre de Walter.
- Lluís Homar como Maestro de Walter.
- Alejandra Lorente como Mujer de Walter.
- Carlos Rubio Escobar como Pastor.
- Gonzalo Baz como Agente de Walter.

- Concha Velasco como Madre de Walter.
- Óscar Zafra como Abogado de Walter.